# Swing When You’re Winning
Swing When You’re Winning — четвёртый студийный альбом британского поп-певца Робби Уильямса, выпущенный в 2001 году. Альбом записан в стиле свинг и содержит классику мировой эстрады, включая песни Фрэнка Синатры, Бобби Дарина, Коула Портера и других.
Пластинка достигла вершины британского хит-парада и семикратно получила платиновый статус.
В преддверии выхода альбома певец дал специальный концерт в Альберт-холле, на котором исполнил практически все новые песни. Уже в декабре 2001 года  концерт был выпущен под названием «Live at the Albert».
Через 12 лет артист записал второй свинговый альбом Swing Both Ways, на котором, кроме кавер-версий, использовался уже и новый материал.

## Список композиций
1. «I Will Talk and Hollywood Will Listen» — 3:17
2. «Mack the Knife» — 3:18
3. «Somethin’ Stupid» (с Николь Кидман) — 2:50
4. «Do Nothin' Till You Hear from Me» — 2:58
5. «It Was a Very Good Year» — 4:28
6. «Straighten Up and Fly Right» — 2:36
7. «Well, Did You Evah!» — 3:50
8. «Mr. Bojangles» — 3:17
9. «One for My Baby» — 4:17
10. «Things» — 3:22
11. «Ain’t That a Kick in the Head» — 2:27
12. «They Can’t Take That Away from Me» (с Рупертом Эвереттом) — 3:07
13. «Have You Met Miss Jones?» — 2:34
14. «Me and My Shadow» — 3:16
15. «Beyond the Sea» — 4:30
  - скрытый трек «Outtakes» (после тишины) — 2:51

## Синглы
| Дата релиза     | Название                                              | Примечание |
| --------------- | ----------------------------------------------------- | --- |
| 10 декабря 2006 | «Somethin’ Stupid»                                    | - Автор: C. Parks - Дуэт с Николь Кидман - Впервые эта песня была исполнена в 1967 году Фрэнком и Нэнси Синатрой.                                                      |
| 11 марта 2002   | «Mr. Bojangles/I Will Talk And Hollywood Will Listen» | - Впервые эту песню[какую?] исполнил Джерри Джефф Уокер в 1968 году. Позже её исполняли многие артисты, среди них Фрэнк Синатра, Уитни Хьюстон, Боб Дилан, Элтон Джон. |